# Aggie Herring
Aggie Herring (São Francisco, 4 de fevereiro de 1876 – Santa Mônica, 28 de outubro de 1939) foi uma atriz norte-americana da era do cinema mudo. Ela atuou em 119 filmes entre 1915 e 1939.

## Filmografia selecionada

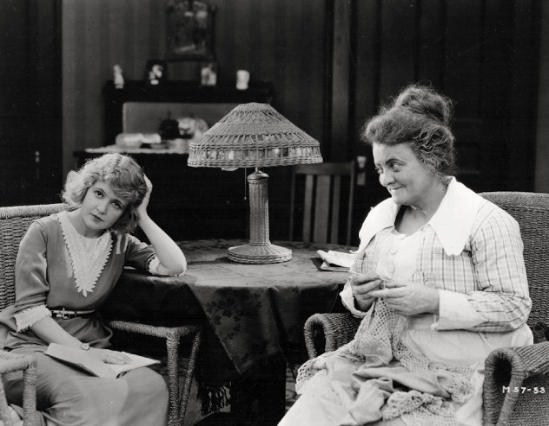
Aggie Herring (à direita), com Marguerite Clark em A Girl Named Mary (1919)

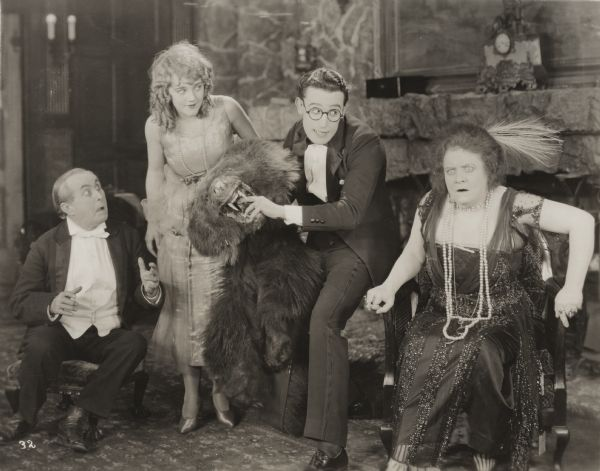
James T. Kelley, Mildred Davis, Harold Lloyd e Aggie Herring em uma cena do filme de comédia Among Those Present (1921)

- A Yankee Princess (1919)
- A Man's Fight (1919)
- The Hoodlum (1919)
- A Girl Named Mary (1919)
- Daredevil Jack (1920)
- Hairpins (1920)
- Oliver Twist (1922)
- A Blind Bargain (1922)
- The Brass Bottle (1923)
- The Isle of Lost Ships (1923)
- Wine of Youth (1924)
- The Frontier Trail (1926)
- Kosher Kitty Kelly (1926)
- The Princess from Hoboken (1927)
- Minha Mãe (1928)
- Lady Be Good (1928)
- Do Your Duty (1928)
- Smiling Irish Eyes (1929)
- Clancy in Wall Street (1930)
- The Curtain Falls (1934)